# Weil Emil-emlékérem
A Weil Emil-emlékérem az Orvos-egészségügyi Szakszervezet által 1957-ben alapított elismerés, amellyel a szakszervezet éves kongresszusán az orvosok folyamatos mozgalmi tevékenységét ismerte el. Névadója Weil Emil (1897–1954) orvos, az Orvos-egészségügyi Szakszervezet elnöke volt, az őt ábrázoló emlékplakett Beck András alkotása.

## Díjazottak
- 1957: Vas Imre (1898–1966)
- 1958: Végh Antal (1903–1995)[2]
- 1958: Babics Antal (1902–1992)
- 1958: Gegesi Kiss Pál (1900-1993)
- 1958: Leichner Zsuzsanna (1902-1984)
- 1958: Rostás Oszkár (1899-1968)
- 1958: Simonovits István (1907-1985)
- 1958: Steinmetz Endre (1902-1968)
- 1958: Sárkány Jenő (1913–1990)
- 1960: Darabos Pál (1911–1982)[3]
- 1960: Trencséni Tibor (1907–1996)
- 1967: Árvay Sándor (1903–1997)[4]
- 1967: Pikler Emmi (1902–1984)[5]
- 1973: Horváth Dénes (1913–2010)[6]
- 1975: Ragettli János (1914–1988)[7]
- 1977: Megyeri István (1924–2007)[8]
- 1980: Ladányi Józsa (1898–1985)[9]
- 1985: Bencze Béla (1929–2012)
- 1985/1986: Tóth Károly (1914–1992)[10]
- 1986: Brüll Ottó/Barta Ottó (1916–1992)[11]